# Alexandre De La Serna
Alexandre De La Serna (Brussel, 7 mei 1981) is een Belgisch stripauteur en inkleurder. Hij woont in Brussel.
De La Serna studeerde in 2005 af aan het Saint Luc in Brussel.
In 2007 was De La Serna verantwoordelijk voor de inkleuring van het album Cicatrice, getekend door  Marc Sevrin.
In 2011 verzorgde De La Serna samen met Bruno Wesel de inkleuring voor het album Het complot van Baal in de historische reeks Alex, getekend door Christophe Simon. In 2013 verzorgde hij de inkleuring van het album In de klauwen van de valk in de reeks Loïs, getekend door Olivier Pâques.
De La Serna kleurde verder onder meer twee albums in voor de reeks Tessa, Intergalactische agente en twee albums van De veroveraars van Troy, beide samen met Sébastien Lamirand.
- International Standard Name Identifier: 0000 0003 9073 4528